# 斯塔沃洛-马尔默迪亲王国
斯塔沃洛-馬爾默迪修道院親王國，也稱為斯塔沃洛-馬爾默迪公國，有時以德文名施塔布洛（Stablo）而聞名，这是神聖羅馬帝國的一個教會公國。主權由建於651年的斯塔沃洛和馬爾默迪兩個帝國修道院的本篤會院長行使。與布永公國和列日親王主教一起，它是荷蘭南部僅有的三個從未被外部勢力（西屬尼德蘭，之後是奧屬尼德蘭）統治過的公國。哈布斯堡所屬的部分在1500年後被劃入勃艮第行政圈，而斯塔沃洛-马尔默迪亲王国則被劃入下萊茵行政圈。與大多數帝國修道院院長相反，他們只有權集體決定各自教廷席位的投票。
1795年法國大革命戰爭爆發，法國向東入侵神聖羅馬帝國，公國被廢除，其領土併入法國烏爾特省。1815年維也納會議將斯塔沃洛分配給荷蘭聯合王國，马尔默迪成為普魯士王國奧伊彭-馬爾默迪區的一部分。1830年比利時革命後，斯塔沃洛成為比利時王國的一部分；1919年凡爾賽條約後，馬爾默迪於1925年併入比利時。兩者目前都是比利時王國的一部分。1921年，馬爾默迪修道院教堂成為短暫存在的奧伊彭-馬爾默迪教區的大教堂。